# Eupithecia sheppardata
Eupithecia sheppardata är en fjärilsart som beskrevs av Mcdunnough 1938. Eupithecia sheppardata ingår i släktet Eupithecia och familjen mätare. Inga underarter finns listade i Catalogue of Life.